# ウワサのお客さま
『ウワサのお客さま』（ウワサのおきゃくさま）は、フジテレビ系列で2023年10月13日から毎週金曜日 20:00 - 21:00（JST）に放送されている日本のバラエティ番組である。2019年10月25日から2023年9月29日までは毎週金曜日21時から放送されていた。

## 概要
MCはサンドウィッチマンと川島明が務める。サンドウィッチマンにとってはフジテレビ系列のゴールデン帯では自身初のMCを務める番組となる。なお、川島は同時期に同局で放送開始した『BACK TO SCHOOL!』でもMCを務めたため、同局のプライム帯でMCを務める番組が2番組開始することとなった（『BACK TO SCHOOL!』は、2020年3月11日をもって終了）。同じ曜日の19時台にはサンドウィッチマンが出演している『坂上どうぶつ王国』があり、フジテレビとしては2時間連続で出演している（金曜19時台はローカルセールス枠のため、地域によっては連続出演を見られない）。
本番組では日本の様々なチェーン店の店舗の情報を収集しそのお客様の情報を番組スタッフが潜入して徹底的に調査する。また、そのお客様ならではのとっておきのお店の裏情報も紹介する。
過去2回特番で放送されており、好評で視聴率が良かったため、2019年10月より格上げされレギュラー化となった。
MCを担当する伊達みきおは「長らく築いてきた同局のゴールデン帯でレギュラー番組を担当していた先輩の枠に恥じないように頑張りたい」と話した。なおレギュラー版は特番より更にボリュームアップし日本の様々な店舗の情報を更に幅広く懐深く調査し、またウワサの芸能人としてある芸能人のとっておきの店舗情報も潜入して紹介する。フジテレビ系列で金曜21時台にバラエティ番組のレギュラー枠が設立されるのは同局の開局以来初となる。
2020年5月以降、20時枠の『でんじろうのTHE実験』→『新しいカギ』→『爆買い☆スター恩返し』と当番組で隔週で通常と2時間スペシャルが放送される傾向がある。3時間スペシャルを放送することもある。
2021年4月改編で放送時間を3分拡大し、21:00 - 21:58となる。
2023年10月改編で金曜21時枠に連続ドラマが新設されたため、本番組は10月からは同年9月まで『爆買い☆スター恩返し』が放送されていた金曜20時台からの放送となる。
金曜20時台に移動してからは『坂上どうぶつ王国』との隔週2時間スペシャルの放送頻度が増加傾向にある。

## 備考
2021年5月21日は当初2時間スペシャルの放送を予定していたが、同年4月3日に田村正和が死去した事を受けて、同時間帯に『田村正和さん追悼特別番組「古畑任三郎ファイナル〜ラスト・ダンス〜」』（20:00 - 21:58）放送する事になったため、急遽放送を取り止めとなり、お蔵入りした。その後、予定されていた内容は一部の内容が6月4日の3時間スペシャル内で放送され、残りの内容は放送なしとなった。
2021年11月12日、当初休止だったが当日放送を予定していた『坂上どうぶつ王国 3時間SP』及び『人志松本の酒のツマミになる話』が『プロ野球セ・リーグクライマックスシリーズファイナルステージ第3戦 東京ヤクルト×巨人』に変更されたことに伴う臨時編成により、21:30 - 23:22に急遽「特別編」を放送した。
2024年1月4日は11:50～13:50に傑作選を放送。12:00飛び乗り局であり、金曜日のゴールデンタイムは日本テレビ系で編成するため非ネットとしているテレビ宮崎でも放送された。

## 出演者

### MC
- サンドウィッチマン[9]
- 川島明[9]

### 進行
- 雨宮萌果

### 準レギュラー
- 大友花恋
- 佐藤仁美
- 北乃きい

## ネット局と放送時間

### 金曜21時台
| 放送対象地域   | 放送局                   | 系列                          | 放送日時                                | ネット状況 |
| -------------- | ------------------------ | ----------------------------- | --------------------------------------- | ---------- |
| 関東広域圏     | フジテレビ               | フジテレビ系列                | 金曜 21:00 - 21:55 ↓ 金曜 21:00 - 21:58 | 制作局     |
| 北海道         | 北海道文化放送           | フジテレビ系列                | 金曜 21:00 - 21:55 ↓ 金曜 21:00 - 21:58 | 同時ネット |
| 岩手県         | 岩手めんこいテレビ       | フジテレビ系列                | 金曜 21:00 - 21:55 ↓ 金曜 21:00 - 21:58 | 同時ネット |
| 宮城県         | 仙台放送                 | フジテレビ系列                | 金曜 21:00 - 21:55 ↓ 金曜 21:00 - 21:58 | 同時ネット |
| 秋田県         | 秋田テレビ               | フジテレビ系列                | 金曜 21:00 - 21:55 ↓ 金曜 21:00 - 21:58 | 同時ネット |
| 山形県         | さくらんぼテレビジョン   | フジテレビ系列                | 金曜 21:00 - 21:55 ↓ 金曜 21:00 - 21:58 | 同時ネット |
| 福島県         | 福島テレビ               | フジテレビ系列                | 金曜 21:00 - 21:55 ↓ 金曜 21:00 - 21:58 | 同時ネット |
| 新潟県         | NST新潟総合テレビ        | フジテレビ系列                | 金曜 21:00 - 21:55 ↓ 金曜 21:00 - 21:58 | 同時ネット |
| 長野県         | 長野放送                 | フジテレビ系列                | 金曜 21:00 - 21:55 ↓ 金曜 21:00 - 21:58 | 同時ネット |
| 静岡県         | テレビ静岡               | フジテレビ系列                | 金曜 21:00 - 21:55 ↓ 金曜 21:00 - 21:58 | 同時ネット |
| 富山県         | 富山テレビ放送           | フジテレビ系列                | 金曜 21:00 - 21:55 ↓ 金曜 21:00 - 21:58 | 同時ネット |
| 石川県         | 石川テレビ放送           | フジテレビ系列                | 金曜 21:00 - 21:55 ↓ 金曜 21:00 - 21:58 | 同時ネット |
| 福井県         | 福井テレビジョン放送     | フジテレビ系列                | 金曜 21:00 - 21:55 ↓ 金曜 21:00 - 21:58 | 同時ネット |
| 中京広域圏     | 東海テレビ放送           | フジテレビ系列                | 金曜 21:00 - 21:55 ↓ 金曜 21:00 - 21:58 | 同時ネット |
| 近畿広域圏     | 関西テレビ放送           | フジテレビ系列                | 金曜 21:00 - 21:55 ↓ 金曜 21:00 - 21:58 | 同時ネット |
| 島根県・鳥取県 | 山陰中央テレビジョン放送 | フジテレビ系列                | 金曜 21:00 - 21:55 ↓ 金曜 21:00 - 21:58 | 同時ネット |
| 岡山県・香川県 | 岡山放送                 | フジテレビ系列                | 金曜 21:00 - 21:55 ↓ 金曜 21:00 - 21:58 | 同時ネット |
| 広島県         | テレビ新広島             | フジテレビ系列                | 金曜 21:00 - 21:55 ↓ 金曜 21:00 - 21:58 | 同時ネット |
| 愛媛県         | テレビ愛媛               | フジテレビ系列                | 金曜 21:00 - 21:55 ↓ 金曜 21:00 - 21:58 | 同時ネット |
| 高知県         | 高知さんさんテレビ       | フジテレビ系列                | 金曜 21:00 - 21:55 ↓ 金曜 21:00 - 21:58 | 同時ネット |
| 福岡県         | テレビ西日本             | フジテレビ系列                | 金曜 21:00 - 21:55 ↓ 金曜 21:00 - 21:58 | 同時ネット |
| 佐賀県         | サガテレビ               | フジテレビ系列                | 金曜 21:00 - 21:55 ↓ 金曜 21:00 - 21:58 | 同時ネット |
| 長崎県         | テレビ長崎               | フジテレビ系列                | 金曜 21:00 - 21:55 ↓ 金曜 21:00 - 21:58 | 同時ネット |
| 熊本県         | テレビ熊本               | フジテレビ系列                | 金曜 21:00 - 21:55 ↓ 金曜 21:00 - 21:58 | 同時ネット |
| 鹿児島県       | 鹿児島テレビ放送         | フジテレビ系列                | 金曜 21:00 - 21:55 ↓ 金曜 21:00 - 21:58 | 同時ネット |
| 沖縄県         | 沖縄テレビ放送           | フジテレビ系列                | 金曜 21:00 - 21:55 ↓ 金曜 21:00 - 21:58 | 同時ネット |
| 大分県         | テレビ大分               | 日本テレビ系列 フジテレビ系列 | 金曜 21:00 - 21:55 ↓ 金曜 21:00 - 21:58 | 同時ネット |

### 金曜20時台
| 放送対象地域   | 放送局                 | 系列                          | 放送時間           | ネット状況                   |            |
| -------------- | ---------------------- | ----------------------------- | ------------------ | ---------------------------- | ---------- |
| 関東広域圏     | フジテレビ             | フジテレビ系列                | 金曜 20:00 - 21:00 | 【制作局】                   | 【制作局】 |
| 岩手県         | 岩手めんこいテレビ     | フジテレビ系列                | 金曜 20:00 - 21:00 | 同時フルネット               |            |
| 秋田県         | 秋田テレビ             | フジテレビ系列                | 金曜 20:00 - 21:00 | 同時フルネット               |            |
| 島根県・鳥取県 | 山陰中央テレビ         | フジテレビ系列                | 金曜 20:00 - 21:00 | 同時フルネット               |            |
| 岡山県・香川県 | 岡山放送               | フジテレビ系列                | 金曜 20:00 - 21:00 | 同時フルネット               |            |
| 広島県         | テレビ新広島           | フジテレビ系列                | 金曜 20:00 - 21:00 | 同時フルネット               |            |
| 福岡県         | テレビ西日本           | フジテレビ系列                | 金曜 20:00 - 21:00 | 同時フルネット               |            |
| 佐賀県         | サガテレビ             | フジテレビ系列                | 金曜 20:00 - 21:00 | 同時フルネット               |            |
| 熊本県         | テレビ熊本             | フジテレビ系列                | 金曜 20:00 - 21:00 | 同時フルネット               |            |
| 鹿児島県       | 鹿児島テレビ放送       | フジテレビ系列                | 金曜 20:00 - 21:00 | 同時フルネット               |            |
| 大分県         | テレビ大分             | 日本テレビ系列 フジテレビ系列 | 金曜 20:00 - 21:00 | 同時フルネット               |            |
| 北海道         | 北海道文化放送         | フジテレビ系列                | 金曜 20:00 - 20:54 | 同時ネット （20:54飛び降り） |            |
| 宮城県         | 仙台放送               | フジテレビ系列                | 金曜 20:00 - 20:54 | 同時ネット （20:54飛び降り） |            |
| 山形県         | さくらんぼテレビジョン | フジテレビ系列                | 金曜 20:00 - 20:54 | 同時ネット （20:54飛び降り） |            |
| 福島県         | 福島テレビ             | フジテレビ系列                | 金曜 20:00 - 20:54 | 同時ネット （20:54飛び降り） |            |
| 新潟県         | NST新潟総合テレビ      | フジテレビ系列                | 金曜 20:00 - 20:54 | 同時ネット （20:54飛び降り） |            |
| 長野県         | 長野放送               | フジテレビ系列                | 金曜 20:00 - 20:54 | 同時ネット （20:54飛び降り） |            |
| 静岡県         | テレビ静岡             | フジテレビ系列                | 金曜 20:00 - 20:54 | 同時ネット （20:54飛び降り） |            |
| 富山県         | 富山テレビ放送         | フジテレビ系列                | 金曜 20:00 - 20:54 | 同時ネット （20:54飛び降り） |            |
| 石川県         | 石川テレビ放送         | フジテレビ系列                | 金曜 20:00 - 20:54 | 同時ネット （20:54飛び降り） |            |
| 福井県         | 福井テレビ             | フジテレビ系列                | 金曜 20:00 - 20:54 | 同時ネット （20:54飛び降り） |            |
| 中京広域圏     | 東海テレビ放送         | フジテレビ系列                | 金曜 20:00 - 20:54 | 同時ネット （20:54飛び降り） |            |
| 近畿広域圏     | 関西テレビ             | フジテレビ系列                | 金曜 20:00 - 20:54 | 同時ネット （20:54飛び降り） |            |
| 愛媛県         | テレビ愛媛             | フジテレビ系列                | 金曜 20:00 - 20:54 | 同時ネット （20:54飛び降り） |            |
| 高知県         | 高知さんさんテレビ     | フジテレビ系列                | 金曜 20:00 - 20:54 | 同時ネット （20:54飛び降り） |            |
| 長崎県         | テレビ長崎             | フジテレビ系列                | 金曜 20:00 - 20:54 | 同時ネット （20:54飛び降り） |            |
| 沖縄県         | 沖縄テレビ放送         | フジテレビ系列                | 金曜 20:00 - 20:54 | 同時ネット （20:54飛び降り） |            |

- 青森県・青森放送 - 不定期放送（2時間版または1時間版を放送）

### 本番組の主な扱い
- 番組末尾6分はローカルセールス枠のため、フジテレビ系列各局で編成の都合によりフジテレビ以外のフルネット局は臨時で番組終了6分前で飛び降り、番組終了6分前に飛び降りる局が臨時フルネットで放送する場合もある（スペシャル版も同様）。
- 当番組の3時間あるいは2時間スペシャル放送時において、19時台（『坂上どうぶつ王国』の枠）を差し替えている地域は20時からフジテレビからの裏送りで短縮版を放送する。またプロ野球球団のある地域は全編をプロ野球中継に差し替える場合があり、その場合は週末に振替放送を実施する。なおレギュラー編成時における『坂上どうぶつ王国』の同時ネットの有無に関係なく、場合によっては短縮版を振替放送に使うこともある。

## スタッフ

### レギュラー版（2023年8月以降）
- 企画：長嶋大介[10]
- ナレーター：若本規夫／井上喜久子
- 構成：内藤高淑・奈佐はぢめ、中川久嘉、山崎駿、渡部祐輝、梶本長之、谷口恵美
- TP：中島佑馬
- TM：山下悠介（以前はTP）
- SW：森内一行
- CAM：河野昌寿
- VE：石井利幸、山下将平【週替り】
- 音声：高宮哲郎、池澤昇平【週替り】
- 照明：根本進、林孝亮【週替り】
- 美術プロデューサー：吉良久仁子
- デザイン：小柴翼、天野沙耶花（天野→一時離脱→復帰）
- 美術進行→AC：徳永法子
- 大道具：木村敬
- メイク：山田かつら
- アクリル装飾：石橋誉礼
- 電飾：荻島彩実
- 編集：田中寛人（以前はオフライン編集）
- リサーチ：林裕一
- EED：野平誠（以前は編集）
- MA：岸本権人
- 音効：渡辺徹、岩永愛貴
- タイトル：今野さとこ
- 広報：牧野洋平
- TK：高橋由佳
- 技術協力：ニユーテレス、共同テレビジョン、パワービジョン、ジーリンクスタジオ、ヴァルス、プレゼンス・クルー、東京オフラインセンター、WlNG-T
- 美術協力：フジアール、ホロホロカンパニー
- AD：中村将斗、飯嶌広香、野村優斗【週替り】
- チーフAD：小川大誠
- AP：湯田坂由美、久永涼葉
- ディレクター：篠崎理嵯、村椿智美、福田誠也、伊藤強、菊地駿介、入月祐斗、宮森敬太、加藤千春、倉本明日香、隅川恵美、藤中湧也、小阪貴大
- ディレクター/演出：今村拓実、高岸大地
- チーフディレクター：大錦玄孝【週替り】
- 演出/チーフディレクター：岡本将太、小林浩太郎
- 総合演出：逸見忠利[10]
- プロデューサー：石井伸幸[10]、手塚裕子（手塚→以前はディレクター）、小泉頼夫、大澤ひとみ（大澤→以前はAP）【毎週】、大河千夏【週替り】
- 制作統括：原田冬彦
- チーフ・プロデューサー：花苑博康[10]
- 協力：トスプランニング、44LDK
- 制作協力：NEXTEP
- 制作著作：フジテレビ

過去のスタッフ（レギュラー版）
- CAM：池田幸弘
- VE：齋藤雄一
- 音声：高橋幸則、浮所哲也、高橋正直
- 照明：小熊豊
- 電飾：中みつ子
- 編集：一ノ瀬勝、中澤仁
- イラスト：ぴーたん
- 広報：瀬川ネリ
- AD：谷村安菜、坂本佑哉、小熊健広、林夏輝、望月椋太、小寺瑛里子、美浪健五、西伎那莉、鈴木ひかる、知念幸孝、岸良子、近藤茜
- チーフAD：山下肇（以前はAD）、竹中光貴
- AP：斎藤真希、渡邊幸子、寺(中)田すばる
- ディレクター：相澤衆、阿部雄太、長谷川大樹、小野貴之、轟千恵子、里村哲平、山本健太
- チーフディレクター：前田信忠、相澤衆
- 演出：柴田穣
- プロデューサー：高橋味楓、武田桜子、柳橋弘紀

### パイロット版
第2弾
- 企画：長嶋大介
- ナレーター：若本規夫／西山喜久恵（フジテレビアナウンサー）
- 構成：内藤高淑、奈佐はぢめ、中川久嘉、山崎駿、渡部祐輝
- <スタジオ技術>
  - CAM：江藤新次郎、中村公俊
  - VE：小貫毅、石下忠由
  - AUD：宮下貴士
  - 照明：朝倉康之、桑原伸也
- ロケ技術：河内田信彦、横山修、添田周希、菊池隆
- イラスト：今野さと子、ぴーたん
- <美術>
  - プロデューサー：吉良久仁子
  - アートコーディネーター：平山雄大
  - メイク：山田かつら
- 編集：田中寛人
- EED：村本直矢
- MA：河野翔平
- 音響効果：清水康義、沼波良子
- TK：西田恵子
- リサーチ：林裕一
- 協力：フリーピット／ジーリンクスタジオ、共同テレビジョン、フジアール、オフィスタック、ヴァルス、ジャクス、FMT
- 広報：亀山哲生
- アシスタントディレクター：村椿智美、中村洋平、西伎那莉、東村翔
- ディレクター：加藤千春、大庭進也、阿部雄太
- アシスタントプロデューサー：蛯原朱美
- プロデューサー：石井伸幸
- 演出：逸見忠利
- チーフプロデューサー：花苑博康
- 制作協力：NEXTEP
- 制作著作：フジテレビ